# Assad Zaman
Assad Zaman (Newcastle upon Tyne, 9 de mayo de 1990) es un actor británico conocido por su trabajo en teatro y por sus papeles en los seriados Apple Tree Yard (2017), Hotel Portofino (2022-2023) y Entrevista con el vampiro (2022-presente).

## Biografía

### Primeros años
Zaman nació y creció en el West End de Newcastle upon Tyne. Sus padres emigraron a Inglaterra desde Bangladés en la década de 1980. Zaman se formó en la Manchester School of Theatre y se licenció en interpretación en 2013.

### Carrera
Debutó en los escenarios londinenses en la producción del Teatro Nacional de 2014 de Behind the Beautiful Forevers. A continuación, debutó en la pantalla en un episodio de Cucumber en Channel 4. En 2017 interpretó a Sathnam en la adaptación de la BBC One de Apple Tree Yard. Tras aparecer en diversas obras teatrales, Zaman interpretó al doctor Anish Sengupta en las dos primeras temporadas de la serie Hotel Portofino.
Desde 2022 interpreta al vampiro Armand en la serie de AMC Entrevista con el vampiro. Al principio, Zaman no sabía que se presentaba al casting para el papel de Armand, cuya verdadera identidad no se revela hasta el final de la primera temporada. Tras una llamada con el director de la serie, Rolin Jones, en la que éste le explicó el giro (en el que el personaje secundario Rashid, uno de los empleados de la casa, es el vampiro Armand disfrazado), Zaman se sometió a varias rondas adicionales de audiciones antes de ser elegido.
Roxana Hadadi de Vulture elogió su desempeño en la serie al manifestar que es un «maestro del control», mientras que Ro Rusak de Nerdist destacó la «increíble actuación» de Zaman en la segunda temporada como uno de los mejores momentos televisivos y cinematográficos de 2024.

## Filmografía
| Año           | Título                    | Papel          | Notas            |
| ------------- | ------------------------- | -------------- | ---------------- |
| 2015          | Cucumber                  | Tony           | 1 episodio       |
| 2017          | Apple Tree Yard           | Sathnam        | 3 episodios      |
| 2019          | Vera                      | Lee Nadella    | 1 episodio       |
| 2020          | Our Girl                  | Hasan          | 1 episodio       |
| 2020          | Small Axe                 | Asif           | 1 episodio       |
| 2020          | The Saint of Southall     | Rohit          | Cortometraje     |
| 2022–2023     | Hotel Portofino           | Anish Sengupta | Papel recurrente |
| 2022–presente | Entrevista con el vampiro | Armand         | Papel principal  |
| 2024          | We Work for the Dead      | Lot            | Largometraje     |